# Jerzy Cnota
Jerzy Feliks Cnota (ur. 17 października 1942 w Jastrzębiu-Zdroju, zm. 10 listopada 2016 w Katowicach) – polski aktor teatralny i filmowy oraz satyryk.  

## Życiorys
Absolwent III LO im. Stefana Batorego w Chorzowie. Ukończył filologię rosyjską na WSP (dziś UKEN) w Krakowie, a następnie PWST w Warszawie (1972, eksternistycznie).
W Krakowie występował w teatrze studenckim 38, gdzie grano Becketta i Ionesco. Często były to prapremiery ich utworów. Przez trzy lata występował w Piwnicy pod Baranami.
W kinie zadebiutował w 1969 roku w filmie Sól ziemi czarnej w reżyserii Kazimierza Kutza, a w telewizji w 1971 roku w serialu Podróż za jeden uśmiech w reżyserii Stanisława Jędryki. Jednak największą popularność przyniosła mu rola Gąsiora w serialu Janosik (1973) w reżyserii Jerzego Passendorfera oraz rola Augusta Mola w filmie Perła w koronie w reżyserii Kazimierza Kutza. Następnie grał zazwyczaj epizodyczne role w filmach i serialach, m.in. Co mi zrobisz, jak mnie złapiesz? (1978), Miś (1980) w reżyserii Stanisława Barei, rolę Czarnoszyjca, pracownika składu węgla Siekierki w serialu Dom (1982–1996) w reżyserii Jana Łomnickiego, Święta wojna (2000). Od 2011 do 2016 grał też emeryta Tadeusza Kopcińskiego w serialu Świat według Kiepskich.
W wyborach samorządowych w 2002 kandydował do sejmiku województwa śląskiego z ramienia Antyklerykalnej Polski.
W 2009 otrzymał Nagrodę Prezydenta Miasta Chorzowa w dziedzinie kultury.
Dwukrotnie przeszedł operację wszczepienia endoprotezy biodra, ponadto miał chorą trzustkę. Zmarł 10 listopada 2016 w Katowicach  po długotrwałej chorobie. 16 listopada 2016 został pochowany na chorzowskim cmentarzu Najświętszej Marii Panny w Chorzowie Batorym przy ulicy Granicznej. Jego pogrzeb miał charakter świecki. 

Był kawalerem. Nigdy nie założył własnej rodziny i nie miał dzieci.

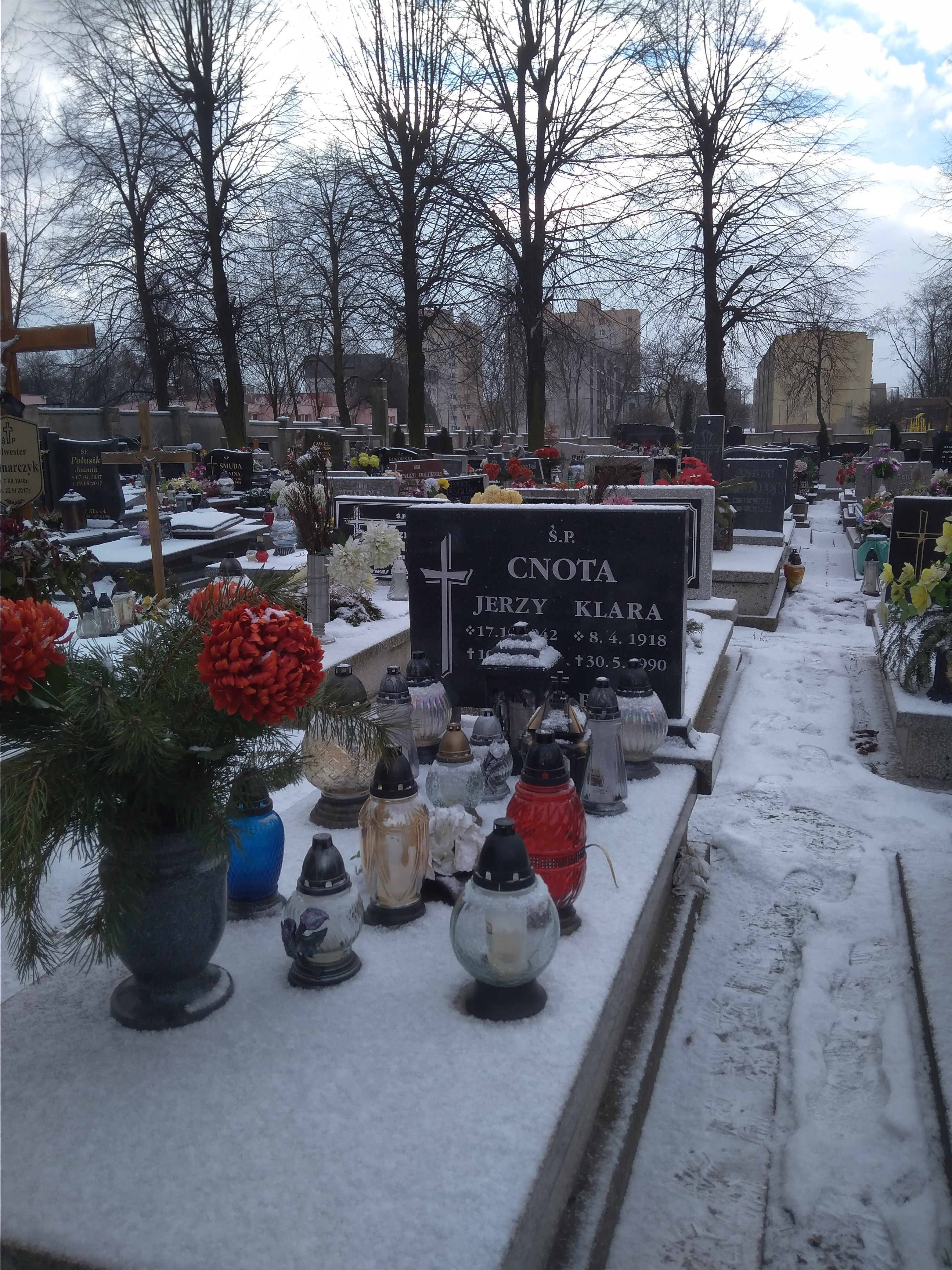
Grób Jerzego Cnoty na cmentarzu w Chorzowie Batorym przy ulicy Granicznej

## Filmografia

### Filmy
- 1969: Sól ziemi czarnej jako Euzebin
- 1971: Perła w koronie jako August Mol
- 1971: Podróż za jeden uśmiech jako autostopowicz
- 1971: Pięć i pół bladego Józka jako zabójca Zenobiusza
- 1971: Jak daleko stąd, jak blisko jako Refrenista
- 1972: Poślizg jako Jerzy
- 1973: Nagrody i odznaczenia jako pacjent szpitala
- 1974: Janosik jako zbójnik Gąsior
- 1974: Spacer pod psem jako Adam J. Feliks, profesor muzyki
- 1974: Pójdziesz ponad sadem jako Maniek
- 1974: Katastrofa jako górnik Józef Wrzosek
- 1974: Pełnia nad głowami jako Kękuś
- 1975: Niespotykanie spokojny człowiek jako Mietek, ojciec dziecka Helenki
- 1975: Doktor Judym jako handlarz (nie występuje w czołówce)
- 1975: Tylko Beatrycze jako Tatar, ojciec Stanisława
- 1976: Brunet wieczorową porą jako mężczyzna w restauracji
- 1976: Dagny jako przyjaciel Przybyszewskiego
- 1976: Romans prowincjonalny
- 1977: Szarada jako złodziej
- 1977: Pasja jako chłop z karabinem
- 1977: Okrągły tydzień jako Prawik
- 1978: Co mi zrobisz, jak mnie złapiesz? jako kierowca ciężarówki
- 1978: Znaków szczególnych brak jako Towarzysz
- 1978: Pejzaż horyzontalny jako Cyferblat, człowiek z cyfrą
- 1980: Urodziny młodego warszawiaka jako mężczyzna pod budką z bimbrem
- 1980: Powstanie Listopadowe. 1830–1831
- 1980: Miś jako statysta na planie filmu, pijak w kotłowni-melinie
- 1980: Grzeszny żywot Franciszka Buły jako Wilek Lizoń
- 1982: Niech cię odleci mara jako Ujma
- 1983: Fucha jako Nabielak
- 1984: Porcelana w składzie słonia jako mechanik Śliwiński
- 1984: Przyspieszenie jako kominiarz, Bosman
- 1986: Magnat jako Ziga
- 1986: Komedianci z wczorajszej ulicy jako „Ujek” Biernat
- 1987: Sławna jak Sarajewo jako Dziurla
- 1987: Rzeka kłamstwa jako Cygan
- 1988: Penelopy jako pijak w barze zaczepiający Bożenę
- 1990: Kramarz jako asystent Antoniego
- 1992: Kawalerskie życie na obczyźnie jako górnik
- 1993: Dwa księżyce jako Żyd Zośka
- 1996: Dzień wielkiej ryby jako wędkarz
- 1997: Historia o proroku Eliaszu z Wierszalina jako pielgrzym
- 1999: Ogniem i mieczem jako przewoźnik na Dnieprze
- 2006: Kant-Pol jako Jerzy
- 2007: Letnia miłość (Summer love) jako mieszkaniec miasta
- 2008: Byzuch jako Jorg
- 2009: Bajzel po Polsku jako Jorg
- 2010: Byzuch 2 - Rewizyta jako Jorg
- 2010: Laura jako kościelny
- 2011: Bulwar Franza Waxmana jako urzędnik imigracyjny
- 2012: Tu jest fajnie jako Jorg
- 2013: Od pełni do pełni jako właściciel rollercoastera
- 2014: Cnota jako On Sam (film biograficzny)

### Seriale
- 1971: Podróż za jeden uśmiech jako autostopowicz (odc. 1-2, 4)
- 1973: Janosik jako zbójnik Gąsior
- 1973: Wielka miłość Balzaka jako przyjaciel Balzaca
- 1974–1977: Czterdziestolatek jako robotnik na budowie
- 1975: Trzecia granica jako Cygan
- 1976: Zaklęty dwór jako młody chłop
- 1979–1981: Najdłuższa wojna nowoczesnej Europy
- 1982–1996: Dom jako Czarnoszyjec, woźnica handlarza  węglem Siekierki
- 1982–1986: Blisko, coraz bliżej jako Karwat (odc. 7-10; 12-14)
- 1986: Biała wizytówka jako Ziga
- 1987: Rzeka kłamstwa jako Cygan
- 1989: Janka jako Cygan (odc. 11)
- 2000: Święta wojna jako Jan Nowok, mechanik samochodowy (odc. 15)
- 2000: Ogniem i mieczem jako przewoźnik na Dnieprze
- 2009: Na dobre i na złe jako właściciel ciastkarni (odc. 349)
- 2010: M jak miłość jako bezdomny Marianek
- 2011: Rodzinka.pl jako wujek Henryk (odc. 44)
- 2011–2016: Świat według Kiepskich jako Tadeusz Kopciński
- 2012: Galeria jako klient

### Dubbing
- 1969: W szponach seksu
- 1972: Kwiat paproci
- 1998: Dawno temu w trawie (A Bug’s Life) jako Pchełka (polski dubbing)

## Nagrody
- 2009: Nagrodę Prezydenta Miasta Chorzowa w dziedzinie kultury